# Wojna Ligi z Cognac
Wojna Ligi z Cognac – nazwa konfliktu zbrojnego toczącego się od 1526 do 1530 roku, zaliczanego do tak zwanych Wojen włoskich. Walki toczyły się między wojskami Karola V, cesarza i władcy imperium habsburskiego a jego przeciwnikami – Francją, Państwem Kościelnym, Republiką Wenecką, Księstwem Mediolanu, Anglią i Republiką Florencką.

## Przebieg

### Preludium
Wojna Ligi z Cognac była tak naprawdę kontynuacją poprzednich konfliktów między Francją i Habsburgami, walczącymi o hegemonię we Włoszech a państwami włoskimi, które dążyły do poszerzenia swych terytoriów i zachowania niezależności. Po tym jak siły hiszpańskie pokonały Francuzów w 1521 roku, dominującą pozycję we Włoszech uzyskał władca Hiszpanii Karol V, który po śmierci Maksymiliana I odziedziczył jego posiadłości i tytuł cesarski. Franciszek I, król Francji, po bitwie pod Pawią dostał się do niewoli i podpisał traktat pokojowy w Madrycie, w którym zrzekał się praw do ziem włoskich i oddawał całą Burgundię Karolowi V. Sukces cesarza niósł jednak ze sobą także negatywne konsekwencje – przeciwko niemu obróciło się wiele państw włoskich, które teraz uznały go za główne zagrożenie dla swojej niezależności. Również monarchowie innych krajów europejskich byli zaniepokojeni wzrostem potęgi Habsburgów, co sprawiało, że byli potencjalnymi sojusznikami każdego, kto zechciałby wyrwać Italię spod władzy cesarskiej. Jednym z głównych inicjatorów Ligi był papież Klemens VII, dostrzegający zagrożenie ze strony Habsburgów dla swojej pozycji na półwyspie Apenińskim. W celu usunięcia sił Karola V z Włoch zaczął poszukiwać sprzymierzeńców, o co, ze wspomnianych wcześniej powodów, nie było trudno. Władca francuski, Franciszek I, pojmany w niewolę po bitwie pod Pawią (1525), podpisał wprawdzie Traktat Madrycki, w którym zrzekał się pretensji do ziem włoskich, ale w rzeczywistości nadal był nimi zainteresowany. Po uwolnieniu ogłosił on, że jego zgoda była wymuszona, co dawało mu prawo do uznania postanowień za nieważne. Do Ligi przyłączyły się także Wenecja, Lombardia i Florencja Medyceuszów. Anglia nie wzięła na razie udziału w antyhabsburskim sojuszu, jako oficjalny powód podając, iż Liga nie została powołana na Wyspach, na co nalegał Henryk VIII. Ostatecznie sojusz podpisano w Cognac 22 maja 1526 roku.

### Przebieg konfliktu
Wojna wybuchła tego samego roku, kiedy siły Ligi zaatakowały Lodi. Jednak poprzez swoją opieszałość i nieudolność dały czas na przygotowanie się Karolowi V. Pozyskał on sojuszników wśród niektórych książąt włoskich, np. w Ferrarze, co było bardzo ważne dla powodzenia operacji militarnych. Przy pomocy szlachcica tyrolskiego Jerzego Frundsberga, cesarscy przeprowadzili zaciąg 12 tysięcy niemieckich landsknechtów. Przebyli oni niebronione przełęcze alpejskie i pod Borgoforte koło Mantui rozbili siły Ligi. Wojska Karola V wkroczyły także do Mediolanu, zmuszając książąt z rodu Sforzów do opuszczenia swojej stolicy. Armia cesarska składała się ze wspomnianych niemieckich landsknechtów Frundsberga i oddziałów hiszpańskich dowodzonych przez Karola III de Bourbon-Montpensier. W czasie kiedy siły Ligi ścierały się z cesarskimi, wojska rodu Colonna zaatakowały i zajęły Rzym, zmuszając papieża Klemensa do zapłacenia kontrybucji za opuszczenie miasta. Siły Frundsberga i Karola III połączyły się pod Pawią i wyruszyły na stolicę Państwa Kościelnego.
Wojska papiestwa dowodzone przez Franciszka Guicciardini nie były w stanie stawić zdecydowanego oporu napastnikom i Wieczne Miasto w 1527 roku dostało się w ręce nieprzyjaciół. Tymczasem na apopleksję zmarł Frundsberg, a Karol III zginął w czasie szturmu. Niezdyscyplinowane, pozostawione same sobie, dodatkowo od pewnego czasu nieopłacane wojska cesarskie zaczęły grabić Rzym, rabując nie tylko pieniądze, ale także cenne dzieła sztuki, gromadzone tu przez lata. Dokonywano również mordów na mieszkańcach, nie oszczędzając także tych z wyższych sfer. Papież Klemens VII, obawiając się o swoje życie, schronił się na Zamku Świętego Anioła. Wydarzenia te przeszły do historii pod nazwą Sacco di Roma.
Klęska Państwa Kościelnego uwidoczniła nietrwałość Ligi – Wenecjanie skorzystali z okazji i zajęli Cervię i Rawennę. We Florencji upadły rządy Medyceuszy, przeciwni im mieszkańcy uznali wydarzenia w Rzymie za wypełnienie się proroctw Savonaroli. Ponownie powstali przeciwko swoim władcom, zmuszając ich do opuszczenia miasta i w miejsce rządów Medyceuszy ustanawiając republikę.
Wydarzenia w Italii, zwłaszcza Sacco di Roma, odbiły się szerokim echem w całej Europie, wzbudzając niechęć do Karola V, oskarżanego o barbarzyństwo i brak poszanowania dla świętości. Sytuację postanowił wyzyskać Franciszek I, który sprzymierzył się z Henrykiem VIII, 30 kwietnia 1527 podpisując traktat w Westminster, w którym monarchowie obiecywali połączyć swoje siły w walce z Habsburgami. Posiadając zabezpieczenie ze strony Anglii, wojska francuskie dowodzone przez Odeta de Foix, wicehrabiego Lautrec i Pedro Navarro, hrabiego Oliveto, przez Genuę udały się do Włoch. Genueński admirał Andrea Doria przyłączył się do Francuzów, a jego flota zmusiła statki hiszpańskie do odwrotu spod Neapolu. Wojska francuskie, przezornie omijając opanowany przez landsknechtów Rzym, dotarły pod Neapol latem 1528 roku i rozpoczęły oblężenie miasta.
W międzyczasie jednak Andrea Doria przeszedł na stronę Karola V, który zobowiązał się do uszanowania wolności i ustroju Genui. Pozbawionych wsparcia floty Francuzów dotknęła dodatkowo zaraza, dziesiątkując wojska Navarro i Lautreca. Doria przerwał blokadę Genui i zmusił tamtejsze oddziały francuskie do kapitulacji. Decydująca bitwa kampanii francuskiej rozegrała się pod Landriano, gdzie Francuzi dowodzeni przez Księcia St. Pol ponieśli klęskę. Starania Franciszka I o podporządkowanie sobie Italii zakończyły się niepowodzeniem.

### Zakończenie
Karol V nie mógł w pełni wyzyskać swych sukcesów militarnych z powodu problemów finansowych i rosnących napięć religijnych w jego imperium. Pokonany Franciszek I również nie miał na razie możliwości wysłania nowych sił do Włoch. Wobec tego obydwie strony podjęły negocjacje w sprawie zawarcia pokoju. Zaczęły się one w lipcu 1529 roku w przygranicznym mieście Cambrai. Ze strony francuskiej negocjacje prowadziła przede wszystkim matka Franciszka I Ludwika Sabaudzka a stronę cesarską reprezentowała, spowinowacona zresztą z Ludwiką, Małgorzata Habsburg – ciotka Karola V. Z tego powodu pokój z Cambrai nazywany jest Paix des Dames – Damskim Pokojem. Jego postanowienia potwierdzały traktaty madryckie- Franciszek I rezygnował z pretensji do ziem włoskich, Artois, Tournai i Flandrii a za zwolnienie synów miał zapłacić 2 miliony złotych écu. Pokój z Cambrai oznaczał wycofanie się z wojny Francji, pozostawiającą tym samym Wenecję, Florencję i Papiestwo na łasce cesarza.
Karol V spotkał się z papieżem w Bolonii, uzyskując od niego, w zamian za wycofanie wojsk i odzyskanie zagarniętych przez Wenecję terenów, obietnicę koronacji na cesarza oraz nadanie inwestytury na Królestwo Neapolu. Po zawarciu pokoju Karol, teraz hegemon Italii, zwołał zjazd do Bolonii na którym stawili się niemal wszyscy władcy państw włoskich. Nowy porządek na półwyspie Apenińskim zaprowadzany był dyktatem cesarza, który decydował o wszystkim. Dom sabaudzki za poniesione straty, spowodowane naruszeniem jego neutralności, zyskiwał Asti. Sforzowie, płacąc ogromną sumę pieniędzy, uzyskali od cesarza zgodę na powrót do Mediolanu. Wenecja oddała Państwu Kościelnemu sporne tereny, a resztę swoich posiadłości w Apulii przekazywała Królestwu Neapolu, którego władcą był zresztą cesarz. W Genui signoria pozostała w rękach Doria. 23 grudnia 1529 roku zawarta została "wieczna liga" mająca na celu trwałe związanie państw włoskich z domem habsburskim. 22 lutego Karol V koronowany został na króla Włoch a 24 na cesarza. Karol triumfował, udało mu się uzyskać hegemonię we Włoszech i zmusić do posłuszeństwa wszystkie państwa włoskie. Wszystkie z wyjątkiem Florencji w której wciąż tliła się rebelia, podniesiona przez powstałych przeciwko Medyceuszom buntowników.
Republika Florencka kontynuowała walkę przeciwko siłom cesarskim atakując wojska Księcia Oranii Filiberta de Châlon. Bitwa rozegrała się pod Gavinaną 3 sierpnia 1530 roku. Mimo iż de Châlon zginął to jego armia pokonała powstańców, zmuszając miasto do kapitulacji 10 dni później. Na tron, z woli cesarza, powrócili Medyceusze. Była to ostatnia kampania Wojny Ligi z Cambrai.

## Następstwa
Cesarzowi udało się podporządkować sobie państwa włoskie i zmusić do posłuszeństwa papiestwo. Karol V uważał się za zwierzchnika całego zachodu i tradycyjna koronacja cesarska miała być symbolem powrotu do uniwersalizmu, co w tamtejszych realiach było już mrzonką, między innymi z powodu mających niedługo wybuchnąć wojen religijnych. Wzrost potęgi cesarstwa Karola V przysporzył mu licznych wrogów, obawiających się jego hegemoni w Europie. Antyhabsburskie nastawienie stało się na kilka wieków ideą przewodnią francuskiej polityki zagranicznej. Wrogowie podsycali między innymi napięcia w Niemczech, licząc iż walki wewnętrzne osłabią Habsburgów.
Wojny obniżyły także, i tak już niski, autorytet papieży, którzy bardziej przypominali świeckich władców niż zwierzchników religijnych. Państwa włoskie poniosły największe straty. Utraciły rozliczne swobody polityczne, były wyniszczone gospodarczo i demograficznie. Świadectwo zniszczeń daje poseł Henryka VIII: "między Vercelli a Padwą przez 50 mil... sama pustka. Nie spotkaliśmy ani mężczyzny, ani kobiety pracujących w polu, żadnego zwierzęcia... winnice zdziczałe". Hegemonia Habsburgów miała jednak i plusy dla państw Italii – zapewniała im obronę przed ekspansywnymi Turkami, napierającymi na Zachodnią Europę. Innym skutkiem wojny Ligi z Cognac był koniec tradycyjnych włoskich komun miejskich. Republika Florencka była ostatnim takim tworem.